# Дејвице
Дејвице (чеш. Dejvice) је историјска заједница, општинска четврт у Прагу. Његова историја се може пратити још из касног римског доба. Дејвице су познате по својој привлачности за вишу средњу класу, страни дипломатски кор и као универзитетски округ. Такође је дом Дукле Праг, једног од најуспешнијих фудбалских клубова чехословачке ере.

## Историја
Иако је тешко утврдити тачно време настанка, археолози су открили јаму која датира из касног римског доба.  Ово откриће је прво сачувано археолошко налазиште у историји Прага.  Осим овога, није много познато све до 10. века када су Дејвице, и други градови у данашњој општини Праг 6, дошли под покровитељство манастира Брјевнов.  Савремена историја почиње 1920-их.  Током тог времена град је био богато насеље Прага. Воћњаци су били засађени на околним брдима. Вацлав Хавел је у то време живео у Дејвицама. Трамвајска линија је успостављена заједно са тролејбусом до рата. Изградња квартала је такође настављена. Хотел Интернационал Праг је завршен 1950. и требало је да имитира архитектуру Москве.  Након пада комунизма преименован је у „Хотел Crowne Plaza“.  Град окружује Побднички трг.  1978. метро линија је продужена до Дејвица (станица се звала Лењинова, сада се зове Дејвицка).  Данашњи аутопут, назван Европска, такође се појавио у то време. У то време се звала и Лењинова. Аеродром, повезан са центром Прага и тим новоизграђеним насељем, низом главних улица. 

## Опис
На архитектуру Дејвица је у великој мери утицао чешки архитекта Антонин Енгел током 1920-их, када је развио нова стамбена насеља која и данас постоје. Дејвице је релативно луксузна стамбена четврт, намењена образованој елити.
Дејвице су дом више универзитета са многобројним студентима. У њему се налазе главни кампус Чешког техничког универзитета, Универзитета за хемију и технологију, новоизграђена Чешка национална техничка библиотека, као и Католички теолошки факултет Карловог универзитета.

## Саобраћај
Дејвице су повезане са центром града трамвајским линијама (8, 18, 20, 26). Линија метроа А је станица у Дејвицама, на станици Дејвицка, и стиже до центра града за неколико минута.